# Прячево
Прячево — деревня в Вытегорском районе Вологодской области.
Входит в состав Кемского сельского поселения, с точки зрения административно-территориального деления — в Кемский сельсовет.
Расположена на левом берегу реки Шейручей. Расстояние до районного центра Вытегры по автодороге — 108,3 км, до центра муниципального образования посёлка Мирный  по прямой — 9 км. Ближайшие населённые пункты — Игнатово, Мироново, Прокшино.
По переписи 2002 года население — 25 человек (11 мужчин, 14 женщин). Всё население — русские.